# Блох, Григорий Ильич
Григорий Ильич Блох (лит. Grigorijus Blochas), урождённый Гершон Эльяш-Гиршевич Блох (6 [18] сентября 1871, Ковно — 29 мая 1938, Ялта) — советский оториноларинголог и фтизиатр, доктор медицинских наук (1935), профессор; первый фтизиоотоларинголог Крыма.

## Биография
Григорий Ильич (Гершон Эльяшевич) Блох родился 6 сентября (по старому стилю) 1871 года в Ковно, в семье купца Эльяша Моисеевича Блоха (1830—1917) и его жены Двейры Ароновны Дембо (1839—1922), уроженцев местечка Бобты Ковенской губернии (ныне Бабтай). Племянник известного физиолога и гигиениста, доктора медицины Исаака Ароновича Дембо (1848—1906).
В 1897 году окончил медицинский факультет Киевского императорского университета Св. Владимира. Работал земским врачом, в 1900 году поселился в Ялте, где занялся исследованиями туберкулёза гортани. После специализации в отоларингологии в Санкт-Петербурге стажировался в Берлине, Вене и Лозанне (1906). По возвращении в Россию впервые применил методику гальванокаустики в лечении туберкулёзного поражения гортани и глотки, открыл частную практику в доме Гофшнейдера по Черноморскому переулку в Ялте, затем частную санаторию «Славати», расположенную в окрестностях Ялты над Верхней Ауткой на трёх десятинах сада, где имелись ингалятория, водолечебница, столовая и читальня, а также одна бесплатная комната с пансионом; вне пределов санатории была открыта отдельная лечебница для больных с прогрессирующей формой туберкулёза.
В 1924—1936 годах — заведующий горловой клиникой ялтинского Института климатологии туберкулёза (впоследствии гортанно-лёгочное отделение Ялтинского клинического государственного туберкулёзного института и НИИ физических методов лечения и медицинской климатологии имени И. М. Сеченова), где работал с 1922 года.
Автор ряда научных трудов по клинической картине, этиологии, эпидемиологии, патогенезу и методам лечения туберкулёзного поражения гортани, в том числе гальванокаустике, климатотерапии гортанного туберкулёза, общей и локальной гелиотерапии при туберкулёзном поражении уха, горла и носа В последние годы жизни занимался разработкой методов борьбы с дисфагией при туберкулёзном поражении глотки и гортани («Впрыскивание спирта в верхне-гортанный нерв и его резекция, как антидисфагическое мероприятие», 1930; «Борьба с дисфагией при туберкулёзе гортани», 1932). Создатель научной школы фтизиоларингологии, среди учеников — Ф. И. Добромыльский (1893—1967), М. С. Биншток (1895—1967), И. С. Гондельман-Биншток, И. М. Гершкович, П. И. Бонгард. В 1929 году организовал I Всесоюзное совещание по вопросам гортано-лёгочной проблемы в Ялте, в 1935 году стал одним из организаторов Крымского отделения общества оториноларингологов, был членом его правления, председателем отоларингологической секции Южного берега Крыма.
Помимо научных трудов опубликовал ряд работ научно-популярного и санитарно-гигиенического характера, в том числе в стихотворной форме. В 1933 году вышла отдельной книгой его поэма в 10 главах «Нос: шутка-лекция о том, что дышать не надо ртом; разбирается вопрос, для чего нам нужен нос» (Симферополь: Крымское государственное издательство, 1933; перепечатана в журнале «Ринология», 2002, № 4, стр. 72—77).
Похоронен на Ливадийском кладбище в Ялте.

## Семья
- Племянница (дочь его младшей сестры Марии Ильиничны Воловой, 1881—1959) — детская поэтесса Агния Львовна Барто, которая посвятила дяде стихотворение «В санатории Славати стоят белые кровати» (частная санатория «Славати» доктора Блоха — один из четырёх корпусов института климатологии туберкулёза, расположившихся в национализированных в 1917 году ялтинских имениях)[5][6].
- Двоюродные братья — эпидемиолог и гигиенист Григорий Исаакович Дембо (1872—1939); правовед Лев Исаакович Дембо; журналист Владимир Осипович Дембо (1887—1937, расстрелян)[7], автор книг «Бессарабский вопрос» (1924) и «Кровавая летопись Бессарабии» (1924), ответственный секретарь редакции журнала «Красная Бессарабия».
- Племянники (дети двоюродных братьев) — один из основоположников спортивной кардиологии Александр Григорьевич Дембо (1908—1995) и психолог Тамара Вульфовна Дембо.

## Публикации
- Горловая чахотка: популярно-научный очерк. Симферополь: Госиздат Крыма, 1928.
- Нос: шутка-лекция о том, что дышать не надо ртом; разбирается вопрос, для чего нам нужен нос. Симферополь: Крымское государственное издательство, 1933. — 3000 экз.

## Под редакцией Г. И. Блоха
- Вопросы гортанно-лёгочного туберкулёза (сборник научных трудов). Симферополь: Госиздат Крыма, 1930.

## Статьи
- Туберкулёз гортани в Ялте // Ежемесячник горловых, носовых и ушных болезней, — 1909. — № 10.
- Лечение туберкулёза гортани солнцем по методу отражённых лучей // Журнал ушных, носовых и горловых болезней, — 1927. — Т-4, № 7—8, С. 574.
- Впрыскивание спирта в верхне-гортанный нерв и его резекция, как анти-дисфагическое мероприяние. // Вопросы гортанно-лёгочного туберкулёза, его клиника и терапия. — Труды Ялтинского клинического государственного туберкулёзного института. — Издание Тубинститута. — г. Ялта, 1930. — ТIII. — Вып. I(IV). — С. 123—124.
- Гальвано-каустика, как метод лечения гортанного туберкулёза. // Вопросы гортанно-лёгочного туберкулёза, его клиника и терапия. — Труды Ялтинского клинического государственного туберкулёзного института. — Издание Тубинститута. — г. Ялта, 1930. — ТIII. — Вып. I(IV). — С. 71—84.
- Лярингоскопическая картина, как отражение лёгочного туберкулёзного процесса. К классификации туберкулёза гортани. // Вопросы гортанно-лёгочного туберкулёза, его клиника и терапия. — Труды Ялтинского клинического государственного туберкулёзного института. — Издание Тубинститута. — г. Ялта, 1930. — ТIII. — Вып. I(IV). — С. 9—22.
- Борьба с дисфагией при туберкулёзе гортани // Труды Ялтинского Клинического государственного Туберкулёзного Института. — 1932. — Т.II, выпуск I. — С.69—84.